# Petar Dodig
Petar Dodig (* 16. Januar 1996 in Ljubuški) ist ein kroatisch-bosnischer Fußballspieler.

## Karriere
Dodig begann seine Karriere beim NK Široki Brijeg. Zur Saison 2015/16 wechselte er zum Zweitligisten NK GOŠK Gabela. In seiner ersten Saison in der Prva Liga FBiH kam er zu zehn Einsätzen. In der Saison 2016/17 absolvierte er 25 Zweitligapartien und stieg mit GOŠK Gabela in die Premijer Liga auf. Im Juli 2017 gab er dann sein Debüt im bosnischen Oberhaus. Bis zur Winterpause absolvierte er elf Partien in der höchsten Spielklasse.
In der Winterpause wechselte er dann nach Kroatien zum unterklassigen NK Neretvanac Opuzen. Zur Saison 2018/19 wechselte er zum Zweitligisten NK Sesvete. Für Sesvete kam er bis zur Winterpause elfmal in der 2. HNL zum Zug, ehe er das Team wieder im Januar 2019 verließ. Nach einem Halbjahr ohne Klub kehrte er zur Saison 2019/20 zunächst nach Bosnien zurück und schloss sich dem FK Sloboda Tuzla an. Ohne ein Spiel gemacht zu haben, wechselte er aber schon im August 2019 nach Slowenien zum Zweitligisten NK Brežice 1919. Bis zum COVID-bedingten Saisonabbruch absolvierte der Innenverteidiger elf Partien in der 2. SNL.
Zur Saison 2020/21 zog Dodig weiter zum Ligakonkurrenten NK Triglav Kranj. Für Kranj kam er neunmal zum Einsatz. Im Februar 2021 wechselte er innerhalb der Liga zum NK Krško. In Krško spielte er sechsmal. Nach der Saison 2020/21 verließ er den Verein. Nach einem halben Jahr ohne Klub schloss er sich im Februar 2022 dem österreichischen Regionalligisten VfB Hohenems an. Für die Vorarlberger absolvierte er insgesamt zwölf Partien in der Regionalliga. Nach der Saison 2021/22 verließ er aber Hohenems wieder. Nach abermals einem halben Jahr Vereinslosigkeit schloss er sich im Januar 2023 dem Ligakonkurrenten Schwarz-Weiß Bregenz an. Für die Bregenzer absolvierte er 13 Regionalligapartien, ehe er mit Schwarz-Weiß zu Saisonende in die 2. Liga aufstieg. Dort kam er für Bregenz zu 24 Einsätzen. Nach der Saison 2023/24 verließ er Bregenz.
Nach einem halben Jahr ohne Klub wechselte Dodig im Februar 2025 zum achtklassigen FC Gänserndorf Süd.